# Dysdera westringi
Dysdera westringi är en spindelart som beskrevs av O. Pickard-Cambridge 1872. Dysdera westringi ingår i släktet Dysdera och familjen ringögonspindlar. Inga underarter finns listade i Catalogue of Life.